# Резня в Кобани
Резня в Кобани — эпизод конфликта в сирийском Курдистане, произошедший при второй попытке боевиков Исламского государства установить контроль над городом Кобани, находящимся на сирийско-турецкой границе.

## Кратко
26 января 2015 года курдские силы самообороны овладели последним крупным оплотом моджахедов «Исламского государства» (ИГ) в сирийском городе Кобани. Ополченцы выбили исламистов из района Канья-Курда на востоке города. Осада Кобани продолжалась 133 дня. Исламисты ИГ столкнулись с хорошо организованным сопротивлением. За город сражались более 3 тысяч курдских ополченцев, включая женские отряды (YPJ). Как объяснил представитель Национального совета Курдистана журналисту РИА Новости, «Кобани для нас — это Сталинград».
США впервые использовали самолёт F-22 Raptor для нанесения ударов по позициям ИГ в Кобани.

## Развитие событий[4]
17 июня 2015 года в Кобани проходили торжества по случаю захвата YPG и Армией ислама стратегического опорного пункта ИГ города Таль-Абьяд в провинции Ракка. Тем самым были снята блокада Кобани, объединены занятые курдами территории Сирии, разорваны пути экспорта нефти из ИГ и поступления мухаджиров, в том числе, из России, в ИГ через Турцию. Президент Турции Реджеп Тайип Эрдоган признал успех повстанцев Сирийского Курдистана и заявил, что он угрожает безопасности Турции.
25 июня боевики ИГ начали наступление на Кобани. Атака началась ночью, когда на самом краю города взорвался заминированный автомобиль. Сразу же после взрыва джихадисты напали на город с трёх сторон, расстреливая всех, кто попадался им по пути. В результате ведущихся в городе ожесточённых боёв десятки убитых. Не менее 60-70 человек, многие из которых — женщины и дети, получили ранения, 12 человек погибло.
Тем временем, сирийское государственное телевидение заявило, что Кобани атаковали боевики, проникшие на территорию Сирии из Турции. Пресс-секретарь министерства иностранных Турции категорически опроверг эти обвинения, назвав их ложью.
27 июня силы курдского ополчения предприняли контрнаступление и отбили Кобани у исламистов. Спикер Отряда народной самообороны Редур Зелил сообщил, что в результате операции убиты более 60 боевиков, ещё 8 сбежали к турецкой границе.
По данным сирийских правозащитников, за сутки пребывания в Кобани, исламисты расстреляли по меньшей мере 145 мирных жителей.
Заявление о погибших в Кобани от Главного командования YPG: 198 гражданских лиц, 21 бойцов ополчения, 14 сотрудников курдистанской службы безопасности. Более 200 человек получили ранения. По другим данным, 221 террориста ИГ убито, 9 захвачено в плен, курдские силы YPG потеряли 80 бойцов. Официальный орган «Зелёных беретов» США считает эти события отдельной второй битвой за Кобани.

## Итоги
Несмотря на изначальный успех террористов ИГ, курды сохранили контроль над Кобани.
Также, важным итогом битвы является новый договор, заключённый между армией Сирии и курдским ополчением. По заключённому договору, курдские отряды народной самообороны помогут сирийцам воевать с боевиками в провинции Хасеке. В обмен на это курды смогут управлять теми районами, которые отвоюют, и даже вывешивать свой флаг на административных зданиях вместо официального сирийского. Также официальные власти Сирии передала вооружённым отрядам курдов некоторое количество тяжёлого вооружения.

## Реакция в мире
- Турция — после успеха сил курдского ополчения в Кобани, и заключения договора с армией Сирии, президент Турции заявил, что не позволит создания государства Курдистан у своих границ. Реджеп Тайип Эрдоган выразил недовольство продвижением курдских сил на севере Сирии. «Я призываю международное сообщество. Чего бы это нам не стоило, мы не допустим создания нового государства у наших границ», — заявил турецкий президент вечером 26 июня[14].